# Pala (attrezzo)

Esempi diversi di pale

La pala è uno strumento manuale per scavare, sollevare e spostare materiali sfusi, come terra, biada, carbone, ghiaia, neve, sabbia o altro materiale minuto. Adattate per molti compiti e ambienti diversi, le pale sono molto utili all’agricoltura, negli scavi edili e negli scavi archeologici.
La maggior parte delle pale sono costituite da una lama larga fissata a un manico di media lunghezza. Le lame delle pale sono generalmente realizzate in lamiera d'acciaio o plastica dura e sono molto robuste. I manici delle pale sono solitamente realizzati in legno (in particolare varietà specifiche come frassino o acero) o plastica rinforzata con vetro (fibra di vetro).
Le lame delle pale manuali in lamiera d'acciaio di solito hanno una cucitura o un orlo piegato sul retro per creare una presa per il manico. Questa piega fornisce anche comunemente ulteriore rigidità alla lama. Le maniglie sono solitamente rivettate in posizione. Un pezzo a T è comunemente montato all'estremità dell'impugnatura per facilitare la presa e controllare dove la pala è progettata per lo spostamento di terreno e materiali pesanti. Questi modelli possono essere facilmente prodotti in serie.

## Descrizione

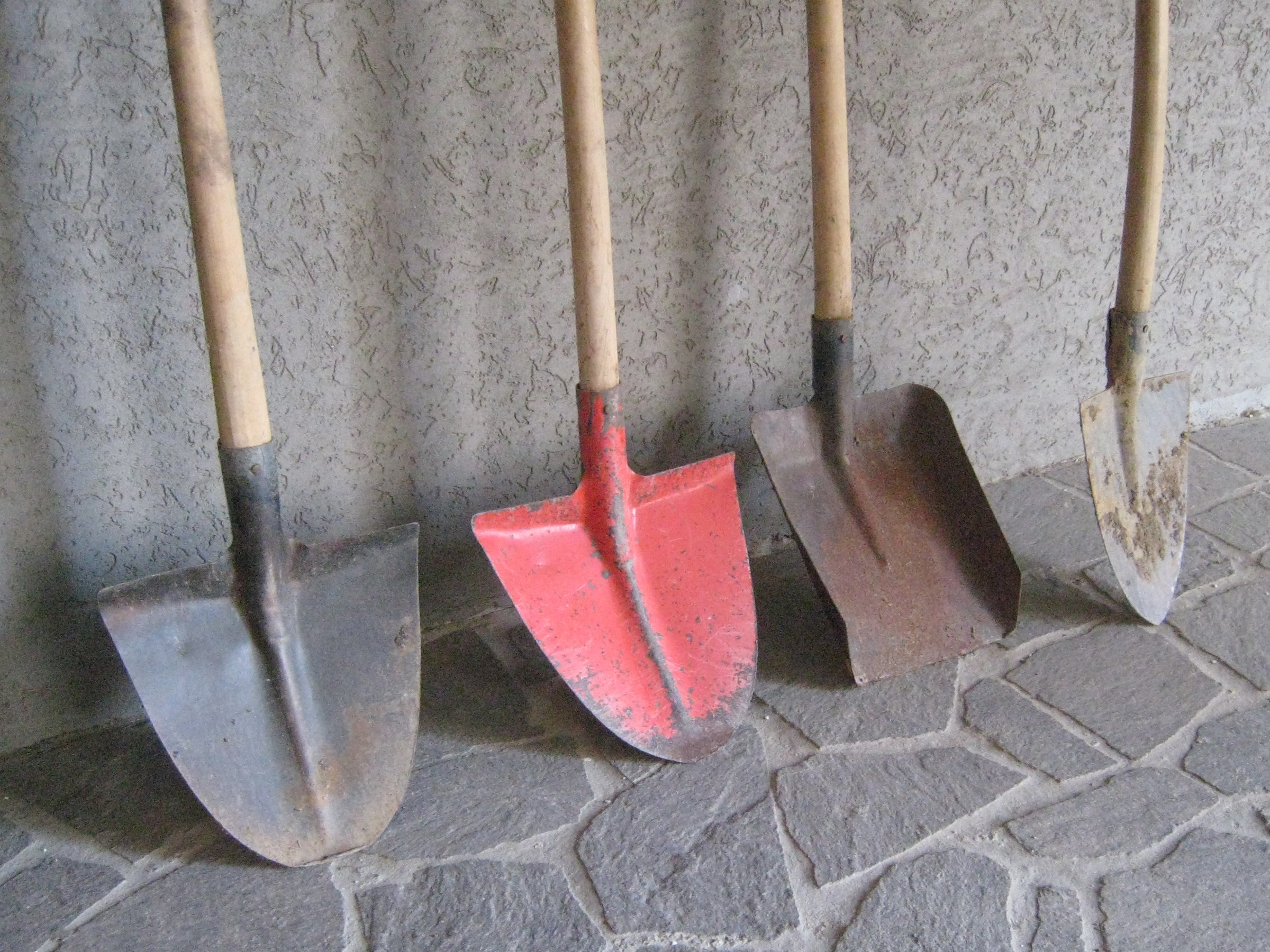
Dettaglio delle lame (da sinistra):
- due pale da sterro
- una pala/badile da neve
- una vanga senza piedistallo

La pala è costituita da una lama in ferro robusta, piatta e larga, di forma pressoché triangolare, talvolta rettangolare o quadrata, spesso leggermente concava. La lama è fissata a un lungo manico (generalmente in legno o in ferro leggero o, in modelli più recenti, in plastica dura, lungo dai 135 ai 170 cm). Questo attrezzo ha antichissime origini e la sua diffusione è iniziata con gli albori della vita rurale.
Alcune varianti sono:
- il badile, che è una pala in ferro un po' più grossa e robusta,[2] con manico lungo in legno o altro materiale leggero. Viene adoperato soprattutto in edilizia per scavare o sollevare terra, sabbia, ruderi e altro materiale.
- la vanga o vangile è costituita da una lama triangolare rigida, tagliente e piatta infilata in un manico dritto di legno o materiale leggero, avente in basso un piedistallo su cui si fa pressione con il piede. Viene usata in agricoltura per dissodare il terreno.

## Altre pale di uso specialistico
Una pala particolare è quella che si usa per spalare la neve, che essendo destinata a movimentare un materiale leggero ha una lama molto più ampia e con i bordi laterali.
Per particolari esigenze esistono modelli portatili, pieghevoli o smontabili: tra questi vi sono la vanga-zappa di uso militare, per scavo di trincee o altro, mutuata poi anche in ambito escursionistico o di campeggio, e la pala da neve portatile, leggera e indispensabile per disseppellire i travolti da valanga in diverse discipline alpinistiche come lo sci alpinismo.